# روس ماثيسون (تنس)
روس ماثيسون (بالإنجليزية: Ross Matheson)‏ مواليد 27 مايو 1970 في غلاسكو، هو لاعب كرة مضرب بريطاني سابق بدأ مسيرته كمحترف سنة 1992 وكان يلعب باليد اليمنى. أعلى تصنيف له في الفردي كان المركز الـ 241 في سنة 1995. أعلى تصنيف له في الزوجي كان المركز الـ 216 في سنة 1995.

## النهائيات

### الفردي: (1)
| الرقم | السنة | الدورة                 | الأرضية | المنافس في النهائي | النتيجة في النهائي |
| ----- | ----- | ---------------------- | ------- | ------------------ | ------------------ |
| 1.    | 1994  | برستل، المملكة المتحدة | عشبية   | أرني تومز          | 6-3, 6-4           |

### الزوجي: (1)
| الرقم | السنة | الدورة                   | الأرضية | الشريك     | المنافس في النهائي       | النتيجة في النهائي |
| ----- | ----- | ------------------------ | ------- | ---------- | ------------------------ | ------------------ |
| 1.    | 1995  | برونكس، الولايات المتحدة | صلبة    | جيمي هولمز | ستيف داونز جيمس جرينهالغ | 6-3, 5-7, 6-3      |